# Тежки крайцери тип „Лондон“
Лондон (на английски: London) са тип тежки крайцери на Британския Кралски флот, от времето на Втората световна война. Те се отнасят към типа „Каунти“ (County), 2-ра серия. Всичко от проекта са построени 4 единици: „Лондон“ (на английски: HMS London 69)), „Девъншър“ (на английски: HMS Devonshire (39)), „Съсекс“ (на английски: HMS Sussex (96)) и „Шропшър“ (на английски: HMS Shropshire (73)).

## Конструкция
Фирми-производители на турбините: HMS Devonshire – Vickers Ltd, Barrow in Furness,
HMS London – Fairfield Shipbuilding & Engineering Co., Ltd, Govan N.B., Glasgow,
HMS Shropshire – William Beardmore & Co., Shipbuilders & Engineers, Dalmuir, Glasgow,
HMS Sussex – Hawthorn, R.&W., Leslie & Co., Newcastle on Tyne.
Проектната мощност съставлява 80 000 к.с., което трябва да осигурява скорост на хода (при пълно натоварване) от 31,25 възела, максималната скорост при стандартна водоизместимост трябва да съставлява 32,25 възела.

## История на службата
„HMS London (1927)“ – заложен на 23 февруари 1926 г., спуснат на вода на 14 септември 1927 г., влиза в строй на 31 януари 1929 г.
Веднага след построяването си е включен в 1-ва крайцерска ескадра на Средиземноморския флот (Mediterranean Fleet), където и провежда първите 10 години служба. След края на модернизация, през февруари 1941 г., влиза в състава на Флота на Метрополията (Home Fleet). В течение на 1941 г. се занимава с конвойна дейност и прихващане на германски търговски съдове (принуждава да се самопотопят 3 транспорта). През септември 1941 г. доставя в Архангелск личните представители на президента Ф. Рузвелт – Уилям Хариман и Г. Стърди и упълномощения от английското правителство лорд 1-ви барон Бивърбрук. В периода 1942 – 43 г. участва в арктическите конвои, прикрива прехода на PQ15, PQ17, PQ18. След ремонт, в началото на 1944 г., е изпратен в Далечния Изток. Участва в операции на британския флот при бреговете на Индонезия и Малайзия.
На 21 април 1949 г., плавайки по река Яндзъ в хода на опита му да помогне на заседналата на плитчина британска фрегата „Аметист“, влиза в престрелка с полевата артилерия на НОАК. В хода на артилерийския дуел „Лондон“ получава тежки повреди и е принуден да се оттегли, губейки 13 души убити и 30 ранени.
Събитията на Янцзъ символизират края на дълговременния период на присъствие на значителни сили на чужди държави във вътрешнокитайските води. Вратите към Средната империя, широко отворени пред европейските държави още от периода на опиумните войни, неочаквано се затръшват
.
През същата година „Лондон“ е изведен в резерва, а през 1950 г. е продаден за скрап.
„HMS Devonshire (1927)“ – заложен на 16 март 1926 г., спуснат на вода на 22 октомври 1927 г., влиза в строй на 18 март-юли 1929 г.
„HMS Sussex (1928)“ – заложен на 1 февруари 1927 г., спуснат на вода на 22 февруари 1928 г., влиза в строй на 19 март 1929 г.
„HMS Shropshire (1928)“ – заложен на 24 февруари 1927 г., спуснат на вода на 5 юли 1928 г., влиза в строй на 12 септември 1929 г.

## Оценка на проекта
Без никакъв опит в построяването на големи скоростни единици с мощна куполна 203 mm корабна артилерия, но с ограничена водоизместимост, конструкторите отначало претърпяват един от най-жестоките неуспехи в историята на военното корабостроене. Първите серии „вашингтонски“ крайцери изпъкват с почти пълното отсъствие на защита, не само от своите собствени оръдия, но и от 6-дюймовките, а в редица случаи – даже от оръдията на разрушителите!

## Коментари
1. ↑  Всички данни са приведени по състояние към 1939 г. За „Лондон“ към 1941 г.